# Banité (obchtina)
Pour le village, voir Banité.
L'Obchtina Banité (bulgare : Община Баните) est une commune dans le sud de la Bulgarie.

## Géographie

### Géographie physique
La commune de Banité est située dans le sud de la Bulgarie, à 250 km au sud-sud-est de la capitale Sofia.
Elle est nichée au coeur du massif des Rhodopes. Son relief est de moyenne et haute montagne. Dans le nourd-ouest de la commune se trouvent la partie la plus haute des Rhodopes avec les sommets Prespa (2 000 m) (point culminant de la municipalité), Svoboda (1 943 m), Elvarnika (1 715 m) et Progled (1 579 m).

### Géographie humaine
| 1926 | 1934   | 1946   | 1956   | 1965   | 1975  | 1985  | 1992  | 2001  |
| ---- | ------ | ------ | ------ | ------ | ----- | ----- | ----- | ----- |
| -    | 10 562 | 12 300 | 13 550 | 12 196 | 9 219 | 8 503 | 8 200 | 6 765 |

| 2011  | 2021  | 2022  | - | - | - | - | - | - |
| ----- | ----- | ----- | - | - | - | - | - | - |
| 5 031 | 3 381 | 3 135 | - | - | - | - | - | - |

NB : Le territoire de la commune a été élargi, le 1er janvier 1988, aux village de Krastitsa et Malka Arda.

## Histoire
Le territoire de la commune a été élargi, le 1er janvier 1988, aux villages de Krastitsa et Malka Arda à la suite de la dissolution de la commune de Slaveyno par le décret n°3005 du 9 octobre 1987.

## Administration

### Structure administrative
La municipalité de Banité comprend 20 localités :
| - Banité - Bossilkovo - Davidkovo - Débélyanovo - Dryanka - Dvé Topoli - Gloguino | - Galabovo - Krastatitsa - Maaka Arda - Malko Kruchèvo - Oryahovèts - Planinsko - Riben Dol | - Slivka - Starnitsa - Travé - Vichnévo - Valtchan Dol - Zagrajden |

Son chef-lieu est la ville de Banité.

## Galerie

Carte géographique de la commune de Banité
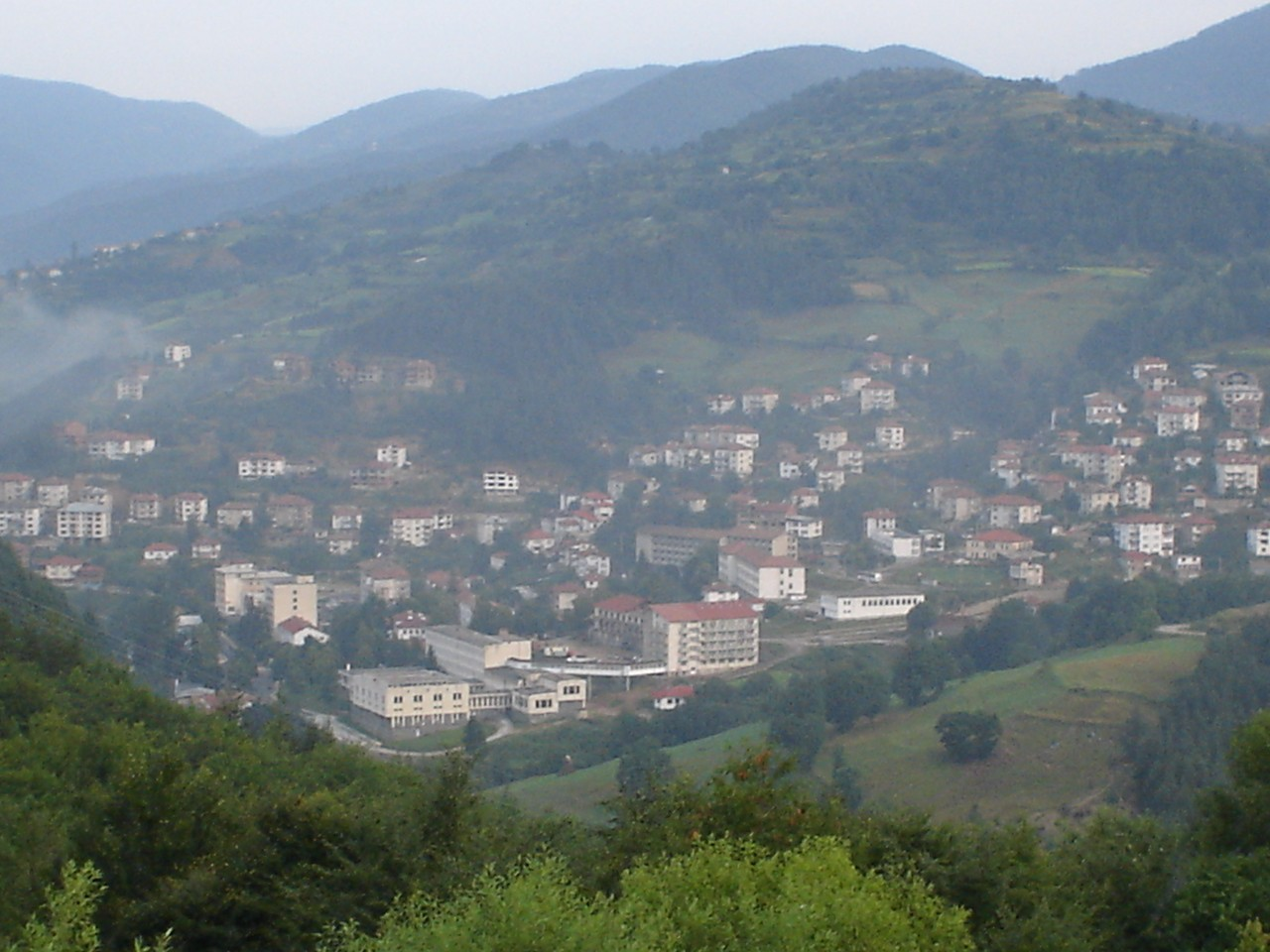
Banité : vue panoramique
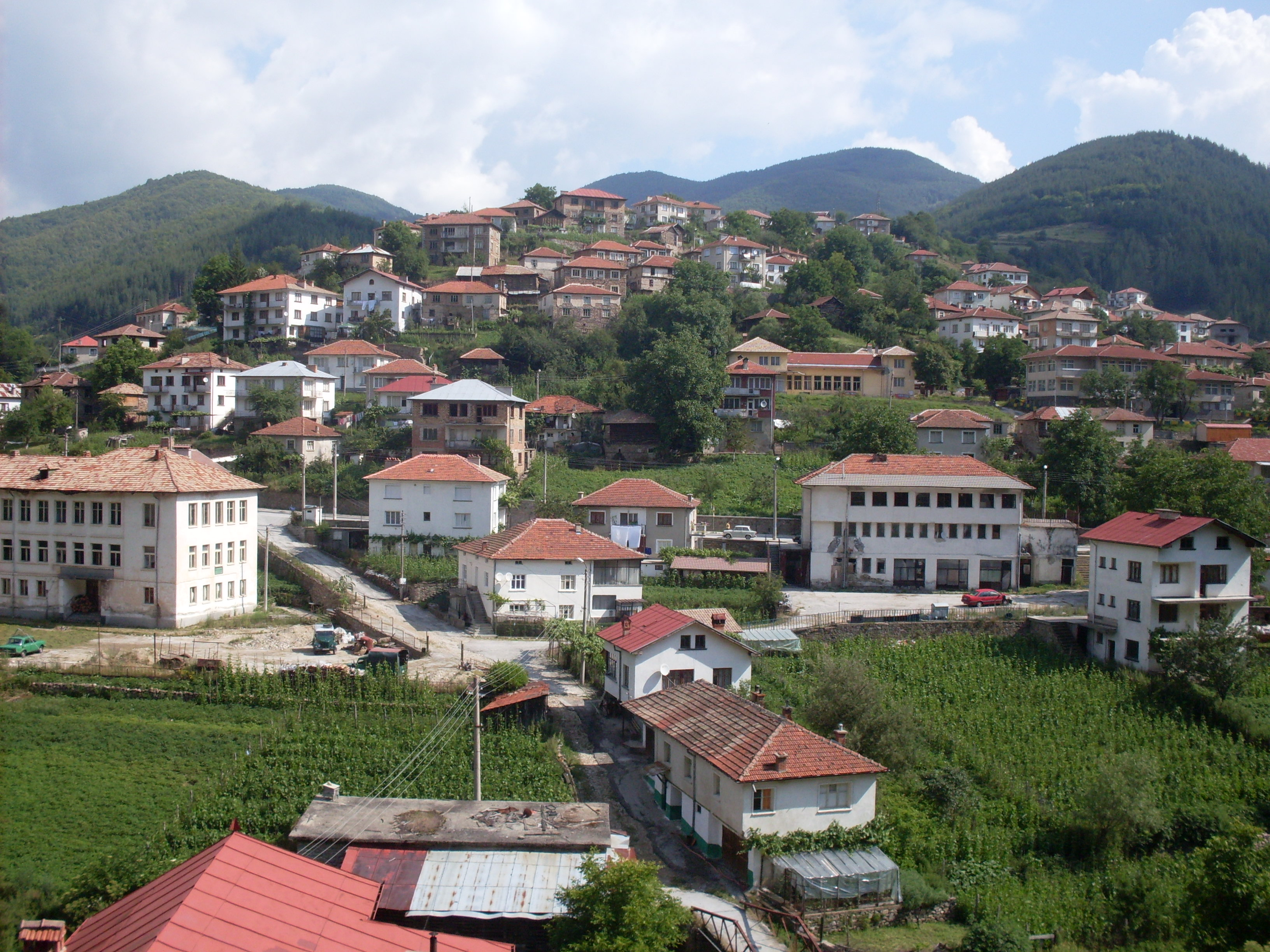
Malka Arda : vue panoramique